# Greeniopsis
Greeniopsis är ett släkte av måreväxter. Greeniopsis ingår i familjen måreväxter.
Kladogram enligt Catalogue of Life:
| Greeniopsis | \| \| Greeniopsis discolor \| \| \| \| \| \| Greeniopsis euphlebia \| \| \| \| \| \| Greeniopsis megalantha \| \| \| \| \| \| Greeniopsis multiflora \| \| \| \| \| \| Greeniopsis pubescens \| \| \| \| \| \| Greeniopsis sibuyanensis \| \| \| \| |
|             | \| \| Greeniopsis discolor \| \| \| \| \| \| Greeniopsis euphlebia \| \| \| \| \| \| Greeniopsis megalantha \| \| \| \| \| \| Greeniopsis multiflora \| \| \| \| \| \| Greeniopsis pubescens \| \| \| \| \| \| Greeniopsis sibuyanensis \| \| \| \| |
|             | Greeniopsis discolor |
|             | |
|             | Greeniopsis euphlebia |
|             | |
|             | Greeniopsis megalantha |
|             | |
|             | Greeniopsis multiflora |
|             | |
|             | Greeniopsis pubescens |
|             | |
|             | Greeniopsis sibuyanensis |
|             | |